# سیارک ۲۱۸۶۱
سیارک ۲۱۸۶۱ (به انگلیسی: 21861 Maryhedberg، نامگذاری:1999TU189) بیست و یک هزار و هشتصد و شصت و یکمین سیارک کشف شده‌است که در ۱۲ اکتبر ۱۹۹۹ کشف شد.
قدر مطلق سیارک برابر ۱۶.۲ است.